# Ведреньское
Ведреньское (бел. Вяндэнскае) — озеро в Чашникском районе Витебской области.
Озеро находится в 10 километрах от города Чашники, между деревнями Малый Ведрень и Большой Ведрень.
Соединено рекой Свина на севере с озером Глубочино, на юге — с озером Конечное.
Местность преимущественно грядистая и холмистая, поросшая кустарником и редколесьем, местами болотистая. Берега песчаные, преимущественно высокие, поросшие кустарником.
Мелководье обширное, песчаное, глубже дно сапропелистое. Озеро зарастает незначительно.
В озере водятся такие виды рыб как: окунь, плотва, лещ, щука, линь а также другие виды рыб. Также в озере обитают раки.
Организованно платное любительское рыболовство, разрешена подводная охота.

## Марфометрия озера
Площадь зеркала 0,11 км², длина 0,47 км, наибольшая ширина 0,32 км, максимальная глубина 11,5 м, длина береговой линии 1,35 км. Объем воды около 0,45 млн м³, площадь водосбора около 7 км.